# Nechamandra
Nechamandra, monotipski biljni rod iz porodice žabogrizovki. Jedina je vrsta N. alternifolia, slatkovodna biljka koja raste po sporim tekućicama i jezerima na Indijskom potkontinentu odakle je uvezena u Vijetnam i Sudan

## Opis
Prikazana je taksonomska revizija roda Nechamandra (Hydrocharitaceae) s potpunim opisom, dijagnozom, tipizacijama, sinonimima, kartama distribucije i ilustracijama, uključujući informacije o ekologiji, biologiji cvijeća, anatomiji, embriologiji, broju kromosoma, varijacijama i taksonomskim afinitetima. Nechamandra se smatra monotipskom. Jedina vrsta, N. alternifolia (Roxb. ex Wight) Thwaites, smatra se autohtonom na indijskom potkontinentu i unesena je u Vijetnam i Sudan. Broj kromosoma je sporan. Taksonomski afiniteti Nechamandra su više s Vallisneria nego Lagarosiphon i stoga je prenesena iz Anachariteae Ritgen. u Vallisnerieae Endl.

## Sinonimi
- Lagarosiphon alternifolia (Roxb. ex Wight) Druce
- Lagarosiphon roxburghii (Planch.) Benth.
- Nechamandra roxburghii Planch.
- Vallisneria alternifolia Roxb. ex Wight